# Jeff Daly (musicus)
Jeff "Goo" Daly was een Brits saxofonist. Hij bespeelde daarbij altsaxofoon, tenorsaxofoon en baritonsaxofoon.
Zijn naam werd voor het eerst vermeld op de albums MF Horn Two en MF Horn Three van Maynard Ferguson uit 1972 en 1973. Daarna kwam een rij artiesten die van hem gebruik maakten bij hun opnamen: Gordon Giltrap, Madeleine Bell, Showaddywaddy, Rupert Hine met zijn Quantum Jump, Everything But The Girl, Bryan Ferry en ook Raymond van het Groenewoud (album Ethisch Reveil, dat werd opgenomen in Londen). Hij maakte korte tijd deel uit van de begeleidingsband van John Entwhistle (1975), basgitarist van The Who. Rond die tijd speelde hij ook op het album Goose Grease van basgitarist John Gustafson (Quatermass). Na 1980 is nog weinig van hem vernomen.